# Chiesa di San Benedetto (Pisa)
La chiesa di San Benedetto è un piccolo luogo di culto cattolico di Pisa, collocato sull'angolo tra lungarno Sidney Sonnino e piazza San Paolo a Ripa d'Arno, sulla sponda meridionale del fiume.

## Storia e descrizione
La struttura attuale, di conformazione barocca, è da ricondursi al XVII secolo, ma si tratta del rifacimento di una chiesa preesistente, intitolata allo stesso santo e risalente alla fine del Trecento. Con la ricostruzione vennero distrutti gli affreschi quattrocenteschi che decoravano il suo interno.
Nel 1862 la chiesa ospitò le reliquie di santo Stefano, prima del loro trasferimento definitivo nella chiesa dei Cavalieri. L'attuale facciata, realizzata nel 1850, presenta un disegno essenziale con un ingresso e una finestra sovrastante; al suo fianco si erge il campanile ottocentesco di base quadrata con cella campanaria e tetto a cuspide, gravemente danneggiato nel corso dell'ultima guerra mondiale.
Come l'annesso monastero femminile, l'edificio è oggi chiuso al culto e ospita il “Centro studi economico-finanziari" della Cassa di Risparmio di Pisa. Agli inizi del XX secolo la struttura era già sconsacrata e veniva utilizzata come palestra per gli alunni delle scuole vicine.

## Galleria d'immagini

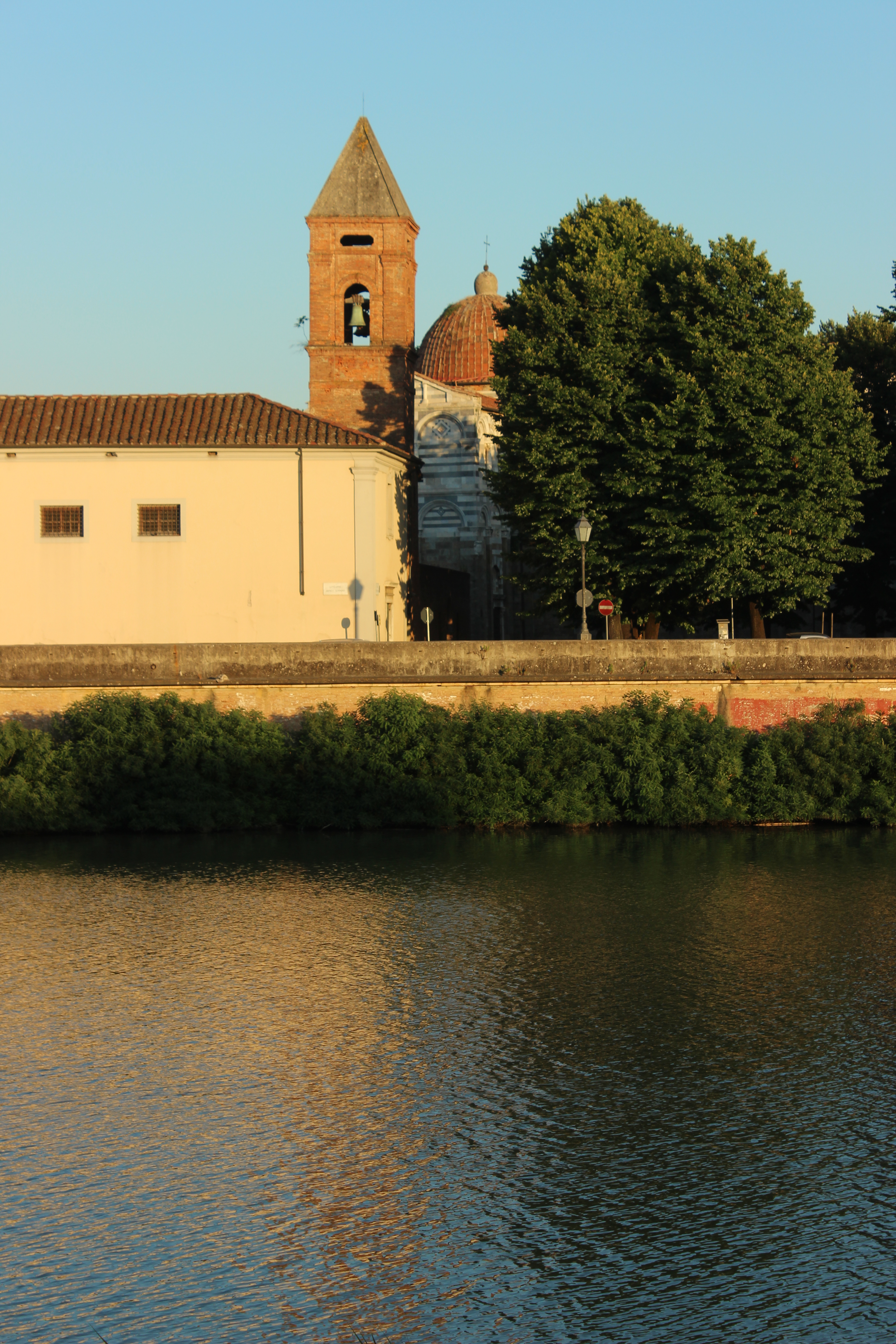
La chiesa vista dal Lungarno Sonnino
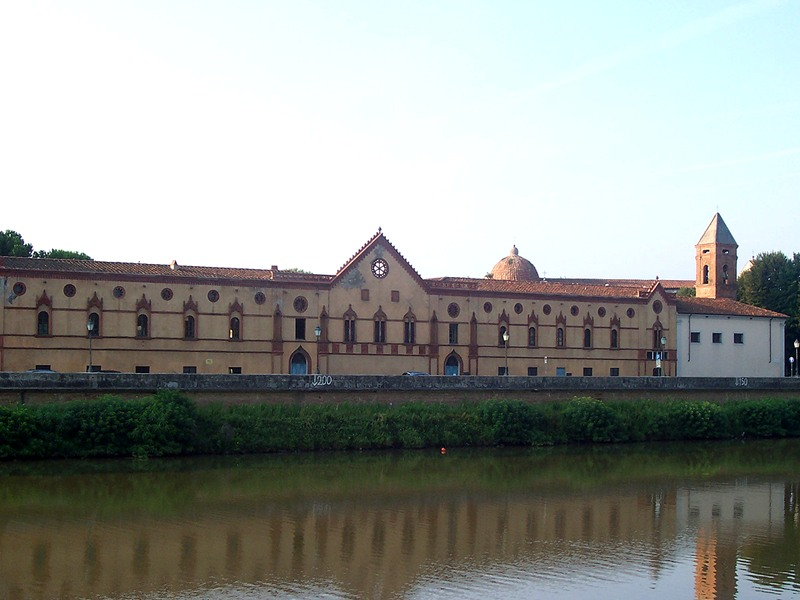
Il monastero e la chiesa sulla destra, visti dal Lungarno Sonnino
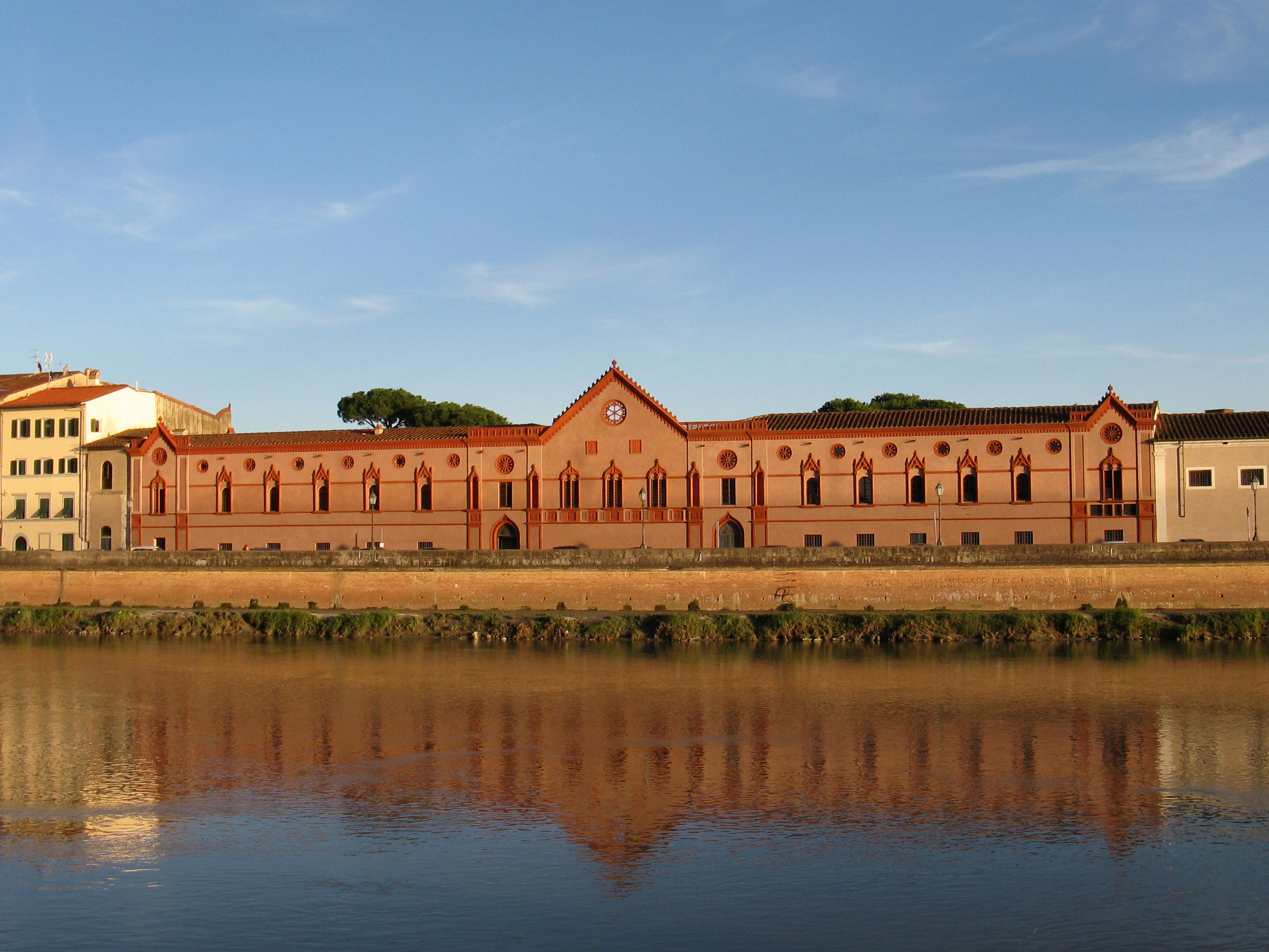
Il monastero delle benedettine con la facciata restaurata, visto dal Lungarno Sonnino